# Nadróż
Nadróż – wieś w Polsce położona w województwie kujawsko-pomorskim, w powiecie rypińskim, w gminie Rogowo.

## Podział administracyjny
W latach 1975–1998 miejscowość administracyjnie należała do województwa włocławskiego.

## Demografia
Według Narodowego Spisu Powszechnego (III 2011 r.) liczyła 566 mieszkańców. Jest drugą co do wielkości miejscowością gminy Rogowo.

## Znane osoby
Miejsce urodzenia Mieczysława Gogacza (ur. 17 listopada 1926 r.) – profesora filozofii, przedstawiciela tomizmu. Honorowy Obywatel Miasta Rypina.